# 右将军
右将军，将军名号。战国时始置，统辖一方面军旅。
右将军为领兵将领，掌征伐。始于战国，秦汉时成为正式军事职官名称。汉代属于重号将军，为左、右、前、后四将军之一，位上卿，次于大将军、骠骑将军、车骑将军、卫将军。掌京师兵卫和四夷屯兵，有战事则典禁军戍卫京师或率军出征。属官有长史、司马，秩千石。平时无具体职务，一般兼任他官，常加诸吏、散骑、给事中等号，成为中朝官，宿卫皇帝左右，参与朝政。魏晋南北朝沿置。晋代有左、右军将军，王羲之曾任右军将军。南北朝时为军府名号用作加官。魏、晋、南朝宋及北魏三品，北周正七命。1912年南京临时政府时期三等九级制军阶，右将军为陆海军上等官佐的第三级，次于大将军和左将军。
著名的右将军有三国时期蜀汉的张飞，曹魏的乐进、徐晃等，蜀漢諸葛亮亦在第一次北伐失敗時自貶為右將軍行丞相事。